# Bangladeschische Cricket-Nationalmannschaft in Pakistan in der Saison 2025
Die Tour der bangladeschischen Cricket-Nationalmannschaft nach Pakistan in der Saison 2025 fand vom 28. Mai bis zum 1. Juni 2025 statt. Die internationale Cricket-Tour war Bestandteil der Internationalen Cricket-Saison 2025 und umfasste drei Twenty20s. Pakistan gewann die Serie mit 3−0.

## Vorgeschichte
Bangladesch bestritt zuvor eine Tour in den Vereinigten Arabischen Emiraten, für Pakistan war es die erste Tour in der Saison. Das letzte Aufeinandertreffen der beiden Mannschaften bei einer Tour fand in der Saison 2024 in Pakistan statt.

## Stadien
Das folgende Stadion wurde für die Tour als Austragungsorte vorgesehen.
| Stadion         | Stadt  | Kapazität | Spiele      |
| --------------- | ------ | --------- | ----------- |
| Gaddafi Stadium | Lahore | 60.000    | 1. – 3. T20 |

## Kaderlisten
Bangladesch benannte seinen Kader am 4. Mai 2025.
Pakistan benannte seinen Kader am 21. Mai 2025.
| Twenty20 | Twenty20 |
| Pakistan | Bangladesch |
| --- | --- |
| - Salman Ali Agha (K) - Shadab Khan (VK) - Abbas Afridi - Abrar Ahmed - Hasan Ali - Faheem Ashraf - Saim Ayub - Sahibzada Farhan (wk) - Mohammad Haris (wk) - Hassan Nawaz - Irfan Khan Niazi - Haris Rauf - Khushdil Shah - Naseem Shah - Hussain Talat - Mohammad Wasim - Fakhar Zaman | - Litton Das (K, wk) - Mahedi Hasan (VK) - Khaled Ahmed - Jaker Ali (wk) - Parvez Hossain Emon (wk) - Tanzid Hasan - Mehidy Hasan Miraz - Rishad Hossain - Shamim Hossain - Towhid Hridoy - Shoriful Islam - Tanvir Islam - Hasan Mahmud - Mustafizur Rahman - Nahid Rana - Tanzim Hasan Sakib - Soumya Sarkar - Najmul Hossain Shanto |

## Twenty20 Internationals

### Erstes Twenty20 in Lahore
| 28. Mai Scorecard | Lahore | Pakistan 201-7 (20)          | – | Bangladesch 164 (19.2) |
|                   |        | Pakistan gewinnt mit 37 Runs |   |                        |

Pakistan gewann den Münzwurf und entschied sich als Schlagmannschaft zu beginnen. Als Spieler des Spiels wurde Shadab Khan ausgezeichnet. 

### Zweites Twenty20 in Lahore
| 30. Mai Scorecard | Lahore | Pakistan 201-6 (50)          | – | Bangladesch 144 (19) |
|                   |        | Pakistan gewinnt mit 57 Runs |   |                      |

Pakistan gewann den Münzwurf und entschied sich als Schlagmannschaft zu beginnen. Als Spieler des Spiels wurde Sahibzada Farhan ausgezeichnet. 

### Drittes Twenty20 in Lahore
| 1. Juni Scorecard | Lahore | Bangladesch 196-6 (20)         | – | Pakistan 197-3 (17.2) |
|                   |        | Pakistan gewinnt mit 7 Wickets |   |                       |

Pakistan gewann den Münzwurf und entschied sich als Feldmannschaft zu beginnen. Als Spieler des Spiels wurde Mohammad Haris ausgezeichnet. 

## Auszeichnungen

### Player of the Series
Als Player of the Series wurden der folgende Spieler ausgezeichnet.
| Serie    | Player of the Series |
| -------- | -------------------- |
| Twenty20 | Mohammad Haris       |

### Player of the Match
Als Player of the Match wurden die folgenden Spieler ausgezeichnet.
| Spiel       | Player of the Match |
| ----------- | ------------------- |
| 1. Twenty20 | Shadab Khan         |
| 2. Twenty20 | Sahibzada Farhan    |
| 3. Twenty20 | Mohammad Haris      |